# Erich Strobel
Erich Strobel (* 20. Mai 1914 in Stuttgart-Wangen; † 9. März 1943 im KZ Dachau) war ein deutscher Widerstandskämpfer gegen den Nationalsozialismus.

## Leben
Erich Strobel war das jüngste der sechs Kinder von Wilhelm und Wilhelmine Strobel, geb. Brecht. Er wuchs in Stuttgart-Wangen auf und wurde im evangelischen Glauben erzogen. Ab 1928 absolvierte er eine Lehre zum Kaufmann bei der Tintenfabrik Biesinger in Untertürkheim. Nach Beendigung seiner Lehrzeit wurde er arbeitslos. Im Keller seines Elternhauses in Stuttgart-Wangen in der Laupheimer Straße 10 versuchte er zusammen mit anderen Arbeitslosen einen Lebensmittelhandel einzurichten; später arbeitete er im Lebens- und Genussmittelgeschäft seines Bruders Albert. Erich Strobel trat in die Angestellten-Gewerkschaft ein und arbeitete als ehrenamtlicher Funktionär für diese. Ob er einer Partei angehörte, ist unbekannt; bei Bekannten und Verwandten galt er jedenfalls als Kommunist. Ab 1933 war er in der Widerstandsbewegung gegen das nationalsozialistische Regime aktiv. Außer Strobel zählten noch mindestens sieben weitere junge Leute aus Wangen zum aktiven Kern der Widerstandsbewegung in den Neckarvororten Stuttgarts. Auf diese Aktivisten ging unter anderem die Sabotage der Übertragung einer Hitlerrede zurück: Das Übertragungskabel wurde durchtrennt. Ferner schrieb und verbreitete die Gruppe Flugblätter, die zum Teil durch explodierendes Schwarzpulver in die Luft gesprengt und dadurch weiträumig verteilt wurden, und leistete Aufklärungsarbeit durch Plakate und Parolen, so etwa in der Nacht zum 1. August 1935 auf der Neckarbrücke nach Untertürkheim.

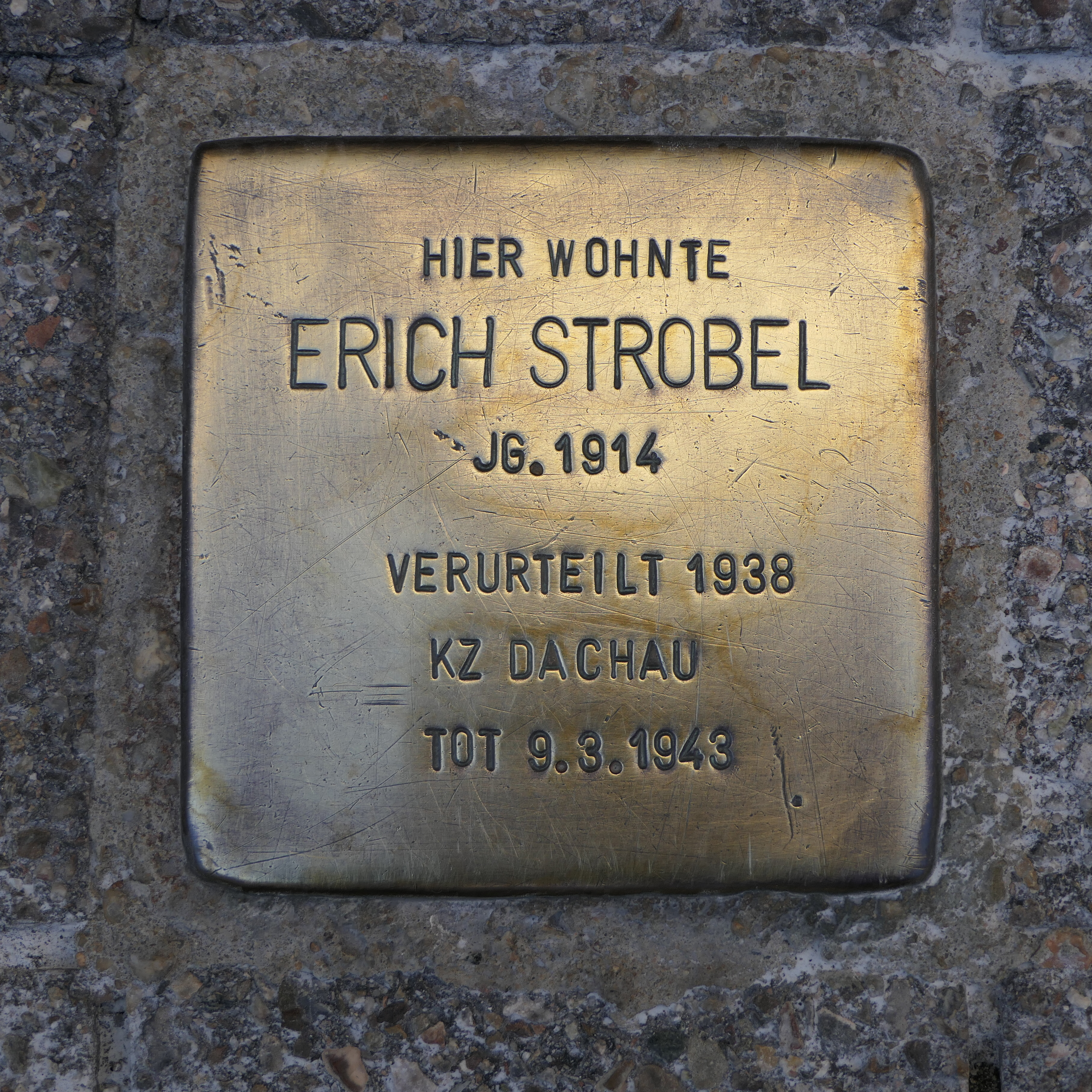
Stolperstein für Erich Strobel, Laupheimer Str. 10

Ein V-Mann der Gestapo verriet schließlich ein geheimes Treffen, das als Faschingsball getarnt worden war: Sämtliche Teilnehmer des Treffens wurden in einem Café in Gablenberg fotografiert, woraufhin im Juni 1936 Erich Strobel und 25 weitere Widerstandskämpfer verhaftet wurden. Erich Strobel wurde bis zum Beginn seines Prozesses im März 1938 im Untersuchungsgefängnis in der Büchsenstraße gefangengehalten. Am 24. März 1938 wurde er dann wegen „Vorbereitung eines hochverräterischen Unternehmens“ zu einer vierjährigen Zuchthausstrafe verurteilt. Unter anderem wurde den Angeklagten in dem Prozess, dessen Akten nicht mehr existieren, die Herstellung und Verbreitung einer Informationsschrift, die als Bauanleitung für ein Faltboot getarnt worden war, vorgeworfen. Strobel kam zunächst nach Ludwigsburg, dann in das Emslandlager Aschendorfermoor bei Papenburg, wo er Moor- und Heideflächen urbar machen musste. Er hatte die Häftlingsnummer 156/38. Im Frühjahr 1940 hoffte er, entlassen zu werden wie sein Kamerad Albert Huppenbauer. Stattdessen kam er ins KZ Welzheim in „Schutzhaft“ und danach als Häftling Nr. 24249 ins KZ Dachau. Bei der Versorgung von Typhuskranken in diesem KZ infizierte er sich offenbar selbst. Am 9. März 1943 erlag er der Krankheit.
Vor Erich Strobels Elternhaus in Stuttgart-Wangen wurde ein Stolperstein verlegt.